# بیابان عبقر
بیابان عبقر یا وادی عبقر (به عربی: وادي عبقر) بخشی از بیابان‌های نجد در عربستان است که اعراب می‌گویند پریان و جن‌های بسیاری در آنجا ساکن هستند.